# Moneilema manni
Moneilema manni là một loài bọ cánh cứng trong họ Cerambycidae.